# La notte è piccola/Lasciati baciare col letkiss
La notte è piccola/Lasciati baciare col letkiss è un 45 giri delle Gemelle Kessler, pubblicato nel 1965.

## Descrizione
Si tratta del primo disco pubblicato dalle Kessler dopo il cambio di etichetta discografica, ed il passaggio dalla Polydor alla Derby (etichetta milanese distribuita dalla CGD).
La copertina raffigura le due gemelle fotografate (con le celebri gambe in evidenza) su sfondo bianco, e la scritta in alto <<Le gemelle Kessler vi presentano il letkiss, il ballo dell'anno>>, con riferimento alla canzone pubblicata sul lato B.
Il disco venne anche pubblicato, con le stesse canzoni, eseguite a volte in italiano e a volte tradotte, anche all'estero, ad esempio in Argentina (CGD, 30.469), tradotte come La noche es corta e Dejate besar con yenka, con la denominazione Las mellizas Kessler.

### La notte è piccola
Sicuramente una delle più celebri canzoni lanciate dalle due gemelle, La notte è piccola è scritta da Castellano e Pipolo per il testo e dal maestro Bruno Canfora per la musica.
Lanciata durante l'edizione del 1965 di Studio Uno (di cui era la sigla iniziale), andata in onda in primavera, la canzone riscuote subito un grande successo, grazie alla musica orecchiabile ed all'arrangiamento, opera dello stesso Canfora.

### Lasciati baciare col letkiss
Il brano è originariamente una canzone del musicista finlandese Erik Lindström (Letkajenkka), con un testo di Vito Pallavicini che tenta di lanciare un nuovo ballo, appunto il letkiss (parola di derivazione inglese che significa, appunto, lasciati baciare).
La musica ha un ritmo che ricorda una marcia, con una melodia che ricorda certe atmosfere russe, mentre l'arrangiamento si basa sui fiati e sui piatti.
La canzone viene più volte utilizzata nel film Io la conoscevo bene del 1965.

#### Cover
Nel 1966 il gruppo beat dei Giganti ne incise una cover, pubblicata come 45 giri allegato alla rivista Pop in due versioni: nella prima sul retro vi è un brano di Tony Dallara, nella seconda uno di Fabrizio Ferretti.

## Tracce
- La notte è piccola (testo di Franco Castellano e Pipolo; musica di Bruno Canfora)
- Lasciati baciare col letkiss (testo di Vito Pallavicini; musica di Erik Lindström)